# Ezzo z Bambergu
Ezzo z Bambergu – żyjący w XI wieku duchowny chrześcijański z Bambergu w Niemczech.
Autor "Pieśni o cudach Chrystusa" (cantilena de miraculis Christi), jednego z zabytków języka niemieckiego.
Pieśń napisana została najprawdopodobniej na zamówienie biskupa Guenthera z Bambergu, który na fali nastrojów millenarystycznych pragnął rozpropagować ideę pielgrzymowania do Ziemi Świętej. Opowiada o stworzeniu (Anegenge), upadku i odkupieniu człowieka oraz o służbie Bogu przez służenie w zakonach.
Pieśń napisana jest w dialekcie wschodniofrankońskim i jako taka zawiera wiele zabytków językowych z czasów przedchrześcijańskich.